# 兵庫県道279号森大屋線
兵庫県道279号森大屋線（ひょうごけんどう279ごう もりおおやせん）は、兵庫県養父市を通る一般県道である。

## 概要
養父市森から養父市大屋町宮本に至る。

### 路線データ
- 起点：養父市森（兵庫県道70号十二所澤線交点）
- 終点：養父市大屋町宮本（兵庫県道6号養父宍粟線交点）
- 総延長：6.361 km

## 地理

### 通過する自治体
- 養父市

### 交差する道路
| 交差する道路           | 交差する場所 | 交差する場所 |
| ---------------------- | ------------ | ------------ |
| 兵庫県道70号十二所澤線 | 森           | 起点         |
| 通行不能区間           |              |              |
| 兵庫県道6号養父宍粟線  | 大屋町宮本   | 終点         |

### 沿線
- 建屋川
- 明延川